# 6601-es mellékút (Magyarország)
A 6601-es számú mellékút egy közel harminc kilométer hosszú, négy számjegyű mellékút Baranya vármegyében; két kisebb mecseki város, Sásd és Szentlőrinc vonzáskörzetét kapcsolja össze.

## Nyomvonala
A 66-os főútból ágazik ki, annak 23+700-as kilométerszelvénye közelében, Oroszló központjában, nyugat felé. Rövid időn belül kilép a község házai közül, és 250 méter után keresztezi a Baranya-csatorna folyását. 900 méter után egyszerre átlép Mindszentgodisa területére, délnyugati irányba kanyarodik és kiágazik belőle nyugat felé a 66 102-es út Mindszentgodisa településrészei (Felsőmindszent, Godisa és Gyümölcsény), továbbá Kisbeszterce és Bakóca felé; ezt követően, 1,4 kilométer után keresztezi a Godisa–Komló-vasútvonalat.
1,7 kilométer után elhalad Mindszentgodisa, Bodolyabér és Kishajmás hármashatára mellett; Bodolyabér területét nem érinti ennél jobban, a folytatásban kishajmási területen halad, dél felé. A második kilométere után egy darabig ismét Bodolyabér és Kishajmás határvonalát kíséri, 2,2 kilométer után beletorkollik a 6602-es út, 9,6 kilométer után. Innen egy darabig még határvonalon halad, majd, 3,4 kilométer után teljesen kishajmási területre ér.
3,5 kilométer megtételét követően keresztezi a Budapest–Pécs-vasútvonalat, majd áthalad egy patak fölött; ezután kiágazik belőle egy számozatlan önkormányzati út a különálló (1979-ig önálló) Szatina településrész felé, a negyedik kilométere után pedig eléri Kishajmás központi részét. Itt a Petőfi utca nevet veszi fel és dél felé fordul; 4,3 kilométer után elhalad Szatina-Kishajmás megállóhely mellett, 5,2  kilométer után, a község déli szélénél pedig újra keresztezi a vasutat, visszatérve annak keleti oldalára. 6,5 kilométer után lép Husztót területére, a nyolcadik kilométere táján halad el a falu lakott területének nyugati szélén; 8,3 kilométer után pedig kiágazik belőle északkeleti irányban a 66 126-os út, a településre.
8,8 kilométer után átlép Kovácsszénája határain belülre, változatlanul dél felé haladva, a 9+350-es kilométerszelvényénél kiágazik belőle a 66 104-es út északkelet felé, a falu központjába. A 10. kilométere előtt nyugatnak fordul, 10,2 kilométer után pedig Abaligetre ér; 10,6 kilométer után beletorkollik a 6604-es út, délkeleti irányból, Pécs-Orfű felől (19 kilométer megtétele után), 10,8 kilométer után pedig újra keresztezi a vasutat. 11,5 kilométer után elhalad az út Róthtanya településrész mellett és nem sokkal ezután kiágazik belőle a 65 304-es út dél felé, Abaliget vasútállomásra. 12,4 kilométer térségében az út újra délnek fordul, majd 12,9 kilométer után átlép Hetvehely területére.
13,6 kilométer után Okorvölgy délkeleti határszéle mellett halad el, és ugyanott kiágazik belőle észak-északnyugat felé a 66 105-ös út, ez utóbbi település lakott területére. A 14. kilométere után délkelet felé ágazik ki egy számozatlan, alsóbbrendű bekötőút Nyárásvölgy külterületi településrészre, majd 14,8 kilométer után eléri Hetvehely lakott területeit, ahol a Rákóczi utca nevet viseli. A 16. kilométere után nem sokkal ott torkollik bele a Kővágószőlősről induló 6605-ös út, 16,6 kilométer megtétele után; 16,2 pedig kilép a belterületről.
Majdnem pontosan a 17. kilométerénél Bükkösd területére érkezik, ott a korábbi irányváltásait követően egy nagy hurkot tesz dél felé, így keresztezi kétszer is, a Bükkösdi-víz kanyarulatát követve az ezen a szakaszon, alagútban egyenesen nyugat felé haladó vasút nyomvonalát, előbb a 17+150-es, majd pedig 18+100-as kilométerszelvénye táján is. Nagyjából 20,7 kilométer után éri el Bükkösd házait, ott Dózsa György utca néven húzódik; közben, 21,8 kilométer után kiágazik belőle kelet felé a 66 305-ös út, Bükkösd vasútállomásra, illetve a vasúttól keletre fekvő Megyefa településrészre is ezen lehet eljutni. Az út települési neve a folytatásban már Kossuth Lajos utca, így hagyja el a községet, 23,2 kilométer után.
Helesfa az út következő települése, ennek határát 23,3, belterületét 24,2 kilométer után éri el, egy malomépület és a Patakújvár nevű egykori földvár maradványai között elhaladva. 24,4 kilométer után kiágazik belőle nyugat felé a 3,6 kilométer hosszú 66 109-es út: ez vezet a település nyugati részére, és onnan tovább Dinnyeberki központjába. 24,7 kilométer után el is hagyja az út a község házait, kevéssel arrébb keresztezi a Bükkösdi-víz folyását, majd 25,1 kilométer után Cserdi település határvonalát is, és Cserdi-Helesfa megállóhely mellett újra keresztezi a vasutat is. Néhány lépéssel ezután már Cserdi belterületén jár, Fő utca néven; 26,2 kilométer után lép ki a községből.
Néhány méterrel a 28. kilométere előtt lép be Szentlőrinc területére, melynek lakott területeit 29,3 kilométer után éri el. Ott a Munkácsy Mihály utca nevet viseli, így éri el a 6-os főút Szentlőrinc központját északról elkerülő, 1970 körül átadott nyomvonalát, a főút 216+700-as kilométerszelvényénél. Egyenes folytatása az 5805-ös út, amely a belterület délebbi részei, azon túl Csányoszró és Sellye vonzáskörzete felé vezet.
Teljes hossza, az országos közutak térképes nyilvántartását szolgáló kira.gov.hu adatbázisa szerint 29,728 kilométer.

## Települések az út mentén
- Oroszló
- Mindszentgodisa
- (Bodolyabér)
- Kishajmás
- Husztót
- Kovácsszénája
- Abaliget
- (Okorvölgy)
- Hetvehely
- Bükkösd
- Helesfa
- Cserdi
- Szentlőrinc